# Die tolldreisten Geschichten – nach Honoré de Balzac
Die tolldreisten Geschichten – nach Honoré de Balzac ist ein deutsches Erotiklustspiel von 1968/69, basierend auf der Erzählsammlung Tolldreiste Geschichten von Honoré de Balzac. In den Hauptrollen spielen Joachim Hansen und Edwige Fenech, letztere in ihrem ersten deutschen Film. 

## Handlung
Die Geschichte ist gleich einem erotischen Reigen aufgebaut. Der junge Edelmann Fabian von Weyden, seine Geliebte Eugènie und die noch sehr junge Nichte Komtess Annette laden an einem Wochenende zu einem erotischen Stelldichein auf ihr Schloss. Geladen sind u. a. die hübsche Arabella und der wohlhabende Phileas Leuwenstam, ein Mann im besten Alter; ein Paar, das bislang seine Ehe noch nicht sexuell vollzogen hat. Auch Manuel da Silva und Felicitas, ein Paar, das sich mittlerweile entfremdet hat, trifft auf dem hochherrschaftlichen Landsitz ein. Um flächendeckend erotisch in Stimmung zu kommen, beginnt man die sinnlichen und gewagten Geschichte Balzacs zu lesen. Angeleitet von der umtriebigen Zofe Sophie, kommt es bald zu einem munteren Bäumchen-wechsle-dich-Spiel, dem sich auch noch weitere Gäste anschließen. Bei einem orgiastisch-bacchantischen Traubenfest fallen schließlich alle Hemmungen und Hüllen.
Während sich jeder jedem hingibt, sondert die Zeremonienmeisterin Sophie Annette und Manuel von den anderen ab, da sie sich von einem Partnerwechsel einiges verspricht. Manuel bittet um die Hand seiner Nichte und wird dabei von Fabian überrascht. Dann bringt Sophie Felicitas mit dem sehr viel älteren Leuwenstam zusammen, der im Dunkel der Nacht die atemberaubende Adelige fälschlicherweise für seine Frau hält. Als er seinen Irrtum erkennt, will Phileas sich augenblicklich von seiner Frau scheiden lassen, um anschließend die vollbusige Schönheit zu ehelichen. Und die ist diesem Antrag durchaus wohlgesinnt. Schließlich strebt auch Fabian nach einer Ehe mit Eugènie, und der ronde d'amour kommt zu einem für alle befriedigenden Ende.

## Produktion
Produzent Karl Spiehs wurde zu diesem Film durch die erfolgreichen Wirtinnen-Filme von Franz Antel angeregt. Der Film passierte am 19. März 1969 die FSK-Prüfung und wurde aufgrund seiner freizügigen Passagen nur für Erwachsene (ab 18) zugelassen. Die Uraufführung fand am 18. April 1969 statt. Der Film wurde auch unter dem Titel Komm, liebe Maid und mache... verliehen.
Die Bauten entwarf Fritz Jüptner-Jonstorff, die Ausstattung hatte Robert Fabiankovich. Die Kostüme stammen von Lambert Hofer. Der Produzent Karl Spiehs verpflichtete diverse Mitwirkende dieses Streifens (Fenech, Rupp, Wolter, Ott) sowie den Regisseur Josef Zachar auch für sein folgendes Erotiklustspiel Alle Kätzchen naschen gern.

## Kritiken
Das katholische Lexikon des internationalen Films kritisierte den Film als „Dümmliches, derb-plumpes Lustspiel, das sich auf Balzac beruft.“ Der Evangelische Filmbeobachter sah darin eine „Deutsche Kassen-Spekulation auf Kino-Voyeure.“  Der auf ein paar Balzac-Motiven aus den «Tolldreisten Geschichten» zusammengebosselte Streifen ergehe sich im Dialog in Zweideutigkeiten und feiere „mit der Kamera nicht besonders einfallsreich die weibliche Haut wie seine zahlreichen, auf der Sexwelle plätschernden Vorgänger.“ Das Urteil lautete: „Langweilig und überflüssig.“
Erheblich freundlicher nannte die Zeitschrift Filmecho/Filmwoche den Streifen eine „prickelnde Mischung aus Sex und Humor, die einen runden Filmspaß ergibt.“ Europas neuer Sex-Star Edwige Fenech, Francy Fair, Catarina Alt und Angelica Ott seien „allesamt eine Augenweide.“